# Hedeoma acinoides
Hedeoma acinoides là một loài thực vật có hoa trong họ Hoa môi. Loài này được Scheele mô tả khoa học đầu tiên năm 1849.